# سو يامامورا
سو يامامورا (باليابانية: 山村 聰) هو مخرج وممثل ياباني، ولد في 24 فبراير 1910 بتيرني في اليابان، وتوفي في 26 مايو 2000 في اليابان بسبب نوبة قلبية. بدأ مشواره المهني سنة 1936.

## أعمال

### أفلام
- (1953) قصة طوكيو
- (1970) تورا! تورا! تورا!
- (1983) أنتارتيكا

## وصلات خارجية
- سو يامامورا على موقع IMDb (الإنجليزية)
- سو يامامورا على موقع روتن توميتوز (الإنجليزية)
- سو يامامورا على موقع ألو سيني (الفرنسية)
- سو يامامورا على موقع أول موفي (الإنجليزية)
- سو يامامورا على موقع قاعدة بيانات الأفلام السويدية (السويدية)
- سو يامامورا على موقع قاعدة بيانات الفيلم (الإنجليزية)
- سو يامامورا على موقع كينوبويسك (الروسية)